# Zuihitsu
Zuihitsu (jap. 随筆, dt. „Miszellenliteratur; Essay“) bezeichnet eine literarische Form, gemeinhin Miszellen-Literatur genannt, die spezifisch für Japan ist. Das Zuihitsu ist eine sehr heterogene Form der Erörterung, die von subjektiver Erfahrung und Reflexion geprägt ist. Die Zuihitsu-Literatur ist mit dem Essay in Europa und Amerika vergleichbar. Die Formkriterien und Thematik sind jedoch loser und breiter als beim Essay. Wörtlich übersetzt, bedeutet Zuihitsu: „dem Pinsel folgend“.

## Abgrenzung
Zum Ende des 16. Jahrhunderts erschienen in Europa zeitgleich und unabhängig voneinander zwei Sammlungen kürzerer Prosatexte, die den Beginn des Essays als literarische Form markierten. 1580 wurden in Bordeaux die ersten beiden Bände von Michel de Montaignes Essais publiziert. 1597 veröffentlichte Francis Bacon seine Essayes. Der Essay entstand als Gegengewicht zur wissenschaftlichen Abhandlung und zum Traktat. 
Im Unterschied zum Essay fällt die Entstehung des Zuihitsu bereits in das ausgehende 10. Jahrhundert. Prototypisch für die Zuihitsu-Literatur sind die Werke der „Drei großen japanischen Zuihitsu-Schreiber“ (日本三大随筆, Nihon Sandai Zuihitsu): Sei Shōnagons Makura no Sōshi (枕草子, „Kopfkissenbuch“), Kamo no Chōmeis Hōjōki (方丈記, dt. „Aufzeichnungen aus enger Klause“) und Yoshida Kenkōs Tsurezuregusa (徒然草, „Betrachtungen aus der Stille“).
Dem Zuihitsu und dem Essay ist gemeinsam, dass sie sich in der gleichen Weise vom Stil, der Methode und der Intention wissenschaftlicher Arbeiten unterscheiden. Die Intention einer wissenschaftlichen Arbeit ist mithilfe von Daten und Fakten zu überzeugen oder zu belehren. Sie bedient sich der Empirie, um möglichst objektive und wiederholbare Ergebnisse zu erzielen und darzulegen.
In „methodisch unmethodischer“ Weise herrscht in den literarischen Formen Zuihitsu und Essay hingegen das „Gesetz der losen Verknüpfung“. Mit stilistischer Brillanz und reich an rhetorischen Figuren und Tropen zielen beide Formen auf den Liebhaber, der mit dem Gegenstand der Schilderung vertraut ist. Kennzeichnend ist das Aufbrechen gedanklicher Stereotype.

## Form
Das Zuihitsu im Besonderen dient dazu spontane Eingebungen, persönliche Eindrücke, Erfahrungen und Überlegungen skizzenhaft zu Papier bringen. Der Umfang eines Zuihitsu reicht von einer schlichten Wortnotiz oder Sentenz bis hin zu einer längeren Erörterung. Seit der Edo-Zeit kann das Zuihitsu zunehmend auch den Charakter eines Tagebuchs (日記, Nikki) annehmen.

## Thematik
Thematisch umfasst die Zuihitsu-Literatur häufig die Erfahrungen, das Lektürewissen der Autoren, also Eindrücke und Spekulatives, im Unterschied zur Prosa (散文, Sambun), die durch Denken und durch das sorgsame Durchkomponieren einer Idee gekennzeichnet ist. Anekdotenhaft und erzählerisch können sehr unterschiedliche Themen, mit mehr assoziativer als inhaltlicher Verbindung, mehr oder minder lose und ohne Bezug zu einer durchgängigen Handlung nebeneinander stehen.
Während der Edo-Zeit schrieben vor allem Samurai und Bürger Zuihitsu. Thematisch ist das Zuihitsu daher auch sehr vielschichtig. Es behandelt bspw. das Natur- und Menschenleben, Gesellschaftskritik, Wissenschaft, Philosophie, Literaturtheorie usw. Ein Beispiel ist Matsudaira Sadanobus (1758–1829) Kagetsu sōshi (花月双紙, Notizen bei Kirschblüten und Vollmondnacht).

### Repräsentative Beispiele
- Motoori Norinaga: Tamakazuma (玉勝間)[5]
- Arai Hakuseki: Oritaku shiba no ki (折たく柴の記)
- Amano Sadakage (1663–1733): Shiojiri (塩尻)